# Dong Fang Hong-2A 1
O Dong Fang Hong-2A 1 (DFH-2A 1), também conhecido por Shiyan Tongbu Tongxing Weixing 1 (STTW-1), foi um satélite de comunicação militar geoestacionário chinês que foi baseado na plataforma DFH-2 Bus.

## Lançamento
O satélite foi lançado com sucesso ao espaço no dia 01 de fevereiro de 1986, por meio de um veiculo Longa Marcha 3 a partir do Centro Espacial de Xichang, na China. Ele tinha uma massa de lançamento de 900 kg.